# Enrique Gómez Correa
Enrique Gómez Correa (Talca, 15 de agosto de 1915 – Santiago, 27 de julio de 1995) fue un poeta, abogado y diplomático chileno.

## Biografía
Estudió en el Liceo de Hombres Abate Molina de Talca, su ciudad natal, donde conoció a Braulio Arenas y Teófilo Cid, con quienes fundaría el grupo surrealista chileno La Mandrágora el 18 de julio de 1938, en la Universidad de Chile.
Gómez Correa terminó derecho en esa universidad. Su tesis para obtener el título de abogado se titulaba Sociología de la locura (sería publicada en 1942) y estuvo signada también por el espectro del surrealismo. En ella abordó el tema de las enfermedades mentales y el enfoque de la locura en la sociedad, articulando, de este modo, los aspectos judiciales, sociales y poéticos de ese padecimiento.
Enrique Gómez Correa compartió en París, donde residió desde 1949 hasta 1951, con los principales integrantes del surrealismo francés. Creó vínculos con André Bretón y especialmente con los pintores Jacques Hérold y el belga René Magritte. Como un homenaje a la pintura de este último escribió, en 1948, El espectro de René Magritte.
Como buen antinerudiano, Enrique Gómez Correa (como también su compañero de ruta literaria, Braulio Arenas), tuvo amistad con Vicente Huidobro y Pablo de Rokha, ambos detractores declarados del chileno que ganaría el Premio Nobel de Literatura, a quien consideraban un plagiador. 
Además de poesía, Gómez Correa escribió varios ensayos, un drama inspirado en un cuento de Achim von Arnim (Mandrágora rey de gitanos, 1954) y tradujo Alcoholes, de Guillaume Apollinaire (Ediciones Mandrágora, Santiago, 1955).
Gómez Correa, que era militante del Partido Radical, publicaba sus libros en autoediciones numeradas y firmadas por él mismo, no más de 500 ejemplares, "de los que entregaba unos pocos a librerías, y pasados tres meses mandaba a retirar los que no se habían vendido". Como decía: "Yo he querido ocultarme. El que quiera, con linterna me va a encontrar. Me gusta la luz del secreto".
Como diplomático, carrera que comenzó en 1963, Gómez Correa estuvo destinado en Ginebra (1966-1967), Líbano y Siria (1967-1971), Suiza y Yugoslavia. El golpe militar de septiembre de 1973 lo pilló en Guatemala, donde se desempeñaba como Consejero de la Embajada de Chile. Con la dictadura del general Augusto Pinochet finalizó su carrera diplomática.
Casado con Wally Bravo (Walkiria), tuvo cuatro hijos: Enrique, Verónica, Xavier y Felipe.
Un cáncer afectó su columna vertebral. Postrado, "leía obras esotéricas y miraba las hojas que tapaban el ventanal de su dormitorio, reflexionando sobre su condición: Yo, que he amado tanto a las plantas, y que las considero súper poderosas, ahora estoy terminando mis días como una de ellas". Falleció, tras 12 años en cama con inmovilidad de sus piernas, el 27 de julio de 1995, en su vieja casa de la calle Galvarino Gallardo (Providencia), dos semanas antes de cumplir los 80 años de edad.

## Obra
- Las hijas de la memoria, poesía, Ediciones Mandrágora, Santiago de Chile, 1940; descargable desde el portal Memoria Chilena
- Cataclismo en los ojos, poesía, Mandrágora, Santiago, 1942; descargable desde el portal Memoria Chilena
- Sociología de la locura, ensayo, Ediciones Aire Libre, Santiago, 1942; descargable desde el portal Memoria Chilena (reedición: Cuarto Propio, Santiago, 2006[6])
- Testimonios de un poeta negro, título del N.º 7 y último de la revista Mandrágora, 20.10.1943, el que fue hecho exclusivamente por Gómez Correa[2]
- Mandrágora, siglo XX, poesía; collages de Jorge Cáceres; Mandrágora, Santiago, 1945; descargable desde el portal Memoria Chilena
- La noche al desnudo, poesía, Mandrágora, Santiago de Chile, 1945
- El espectro de René Magritte, ilustraciones de René Magritte, Santiago de Chile, 1948; descargable desde el portal Memoria Chilena
- En pleno día, poesía, ilustraciones de Enrico Donati; Mandrágora, Santiago, 1949
- Carta - Elegía a Jorge Cáceres, poesía, dibujo de Victor Brauner; Le Grabuge, Santiago de Chile, 1949; descargable desde el portal Memoria Chilena
- Lo desconocido liberado seguido de Las tres y media etapas del vacío, poesía, ilustraciones de Jacques Herold; Mandrágora, Santiago, 1952
- Mandrágora rey de gitanos, drama; retrato del autor por Rene Magritte, Mandrágora, Santiago, 1954
- La idea de Dios y las vocales, ensayo; Mandrágora, Santiago, 1955
- Reencuentro y perdida de la Mandrágora, poesía, Mandrágora, Santiago, 1955 (reedición facimilar, con prefacio del periodista Marcelo Mendoza; Santiago, Mandrágora, 2012)
- La violencia, prosas, Mandrágora, Santiago, 1955
- El AGC de la Mandrágora; poemas de Braulio Arenas, Gómez Correa y Jorge Cáceres; Mandrágora, Santiago, 1957; descargable desde el portal Memoria Chilena
- El calor animal, poesía, Mandrágora, Santiago, 1973
- Zonas eróticas, poesía, Mandrágora, Santiago, 1973
- Madre tiniebla, poesía, Mandrágora, Santiago, 1973
- Poesía explosiva, antología 1935-1973; prólogo de Ştefan Baciu; Aire Libre, Santiago, 1973; descargable desde el portal Memoria Chilena
- Homenaje a Mayo, poesía, ilustraciones del pintor Mayo; Ediciones Phases-Oasis, Paris-Toronto, 1980
- Los pordioseros seguido de El peso de los años, El árbol del pensanmiento y La mano enguantada, poesía, dibujo de cubierta de Eugenio E. Granell; Mandrágora, Santiago, 1987
- La pareja real, poesía, Mandrágora, Santiago, 1988
- Frágil, memoria, prosas y versos; Editorial Universitaria, Santiago, 1990
- El nombre de pila o El anillo de Mandrágora, poesía; ilustraciones de Eugenio F. Granell; edición de lujo, numerada, con notas del pintor surrealista inglés Philip West; Libros Pórtico Zaragoza, España 1991
- Los pordioseros, poesía; reedición del libro de 1987, al que se le agrega un quinto poema: El nombre de pila o El anillo de Mandrágora; prólogo de María Teresa Lira Lagarrigue, de la Universidad de Chile; Editorial Universitaria, Santiago, 1992; descargable desde el portal Memoria Chilena
- Las cosas al parecer perdidas, poesía, Universidad de Valparaíso - Editorial, Valparaíso, 1996
- Lo desconocido liberado. Antología poética, Signos, Huerga y Fierro Editores, Madrid, 2005; fragmentos en Google Books

### En antologías
- 13 poetas chilenos, 1948